# 제5의 사나이
"제5의 사나이"는 1991년에 개봉한 대한민국의 영화이다.

## 캐스팅
- 정보석 : 창 역
- 심혜진 : 혜주 역
- 정낙희 : 윙 역
- 이덕근
- 정승화
- 손호균
- 임종윤
- 이해룡
- 이승일
- 정규영
- 임정일
- 신동욱
- 유일국
- 박달
- 이숙
- 윤희
- 오세장
- 현덕철
- 허성균
- 이영모
- 최문영
- 이길수
- 박성돌
- 김정숙
- 김귀례
- 조영선
- 석인숙
- 정해원